# Albert Wey
Albert Wey (* 7. Dezember 1995) ist ein deutscher Schauspieler.

## Leben und Karriere
Sein Debüt gab er in der Fernsehserie Schloss Einstein auf KiKA. Als Elias Leinhoff, der nicht auf Schloss Einstein wollte, es dann aber als sein Zuhause entdeckt hatte,  gehörte er seit der 14. Staffel als Hauptdarsteller zur zwölften Schülergeneration innerhalb der Serie.

## Filmografie
- 2011–2012: Schloss Einstein (Fernsehserie) Folgen 637–740 als Elias Leinhoff